# Camden (Carolina del Sur)
Camden es la cuarta ciudad más antigua situada en el estado de Carolina del Sur, en los Estados Unidos. Es sede del condado de Kershaw. La ciudad en el año 2000 tiene una población de 6682 habitantes en una superficie de 25.3 km², con una densidad poblacional de 267.4 personas por km². Se encuentra a la orilla izquierda del río Wateree, luego de que este atraviese el lago Wateree.

## Geografía
Camden se encuentra ubicada en las coordenadas 34°15′33″N 80°36′33″O / 34.25917, -80.60917. Según la Oficina del Censo, la ciudad tiene un área total de 25,3 km² (9,8 mi²), de la cual 25 km² (9,7 mi²) es tierra y 0,3 km² (0,1 mi²) (1.23%) es agua.

## Demografía
En el 2000 la renta per cápita promedia del hogar era de $36.209, y el ingreso promedio para una familia era de $53.056. El ingreso per cápita para la localidad era de $23.037. En 2000 los hombres tenían un ingreso per cápita de $37.342 contra $26.693 para las mujeres. Alrededor del 19.90% de la población estaba bajo el umbral de pobreza nacional. 